# فاکس ۲۰۰۰ پیکچرز
فاکس ۲۰۰۰ پیکچرز (انگلیسی: Fox 2000 Pictures) شرکت فیلم‌سازی آمریکایی است، که در سال ۱۹۹۴ تأسیس شد.